# Ramon Puig i Cuyàs
Ramon Puig i Cuyàs (Mataró, 1953) és un orfebre i joier català, professor de disseny i projectes de joieria i professor d'història de la joieria moderna a l'escola Massana de Barcelona des de 1978. És un dels creadors amb més projecció internacional en l'àmbit de la joieria artística; ha estat invitat com a professor a escoles i universitats d'Anglaterra, França, Alemanya, Dinamarca, Finlàndia, Itàlia i Portugal. Des de l'any 1974, la seva obra ha estat contínuament exposada a les principals ciutats de tot el món, i forma part de les més importants col·leccions privades i públiques de joieria d'Europa, E.U.A. i el Canadà.

## Trajectòria professional
Ramon Puig neix a Mataró (Barcelona) l'any 1953. Del 1969 a 1974 estudia l'especialitat de joieria a l'Escola Massana de Barcelona.
Ramon Puig pretén redefinir la joieria contemporània sense oblidar l'herència històrica, concebuda com una activitat intel·lectual i que participa plenament dels problemes universals de la creació contemporània. Des de finals dels anys 70, ha realitzat i participat en nombroses exposicions; ha impartit classes, conferències i tallers en centres universitaris i escoles de joieria d'Europa i Amèrica; ha comissariat diverses mostres entre les quals destaquen "Joieria europea Contemporània" (Barcelona, 1987), "Joies indissenyables" (Barcelona, 1992) "Un art íntim" (Mollet del Vallès, 1996; a més d'exercir com a assessor científic d'exposicions de joieria a Barcelona, Pforzheim o Múnic.

## Tasca pedagògica
Ramon Puig Cuyàs és professor de joieria de l'Escola Massana des de 1977 i cap del Departament d'Arts Aplicades i Joieria en el mateix centre. Des de la seva incorporació, Ramon Puig ha estat sensible al procés de redefinició de la joieria contemporània i l'afronta amb un esperit renovador i creatiu. La seva concepció pedagògica s'orienta al foment d'un desenvolupament personal i humà que va més enllà de la formació tècnica En conseqüència, convida als seus estudiants a afrontar-se a l'acte creatiu amb una actitud de risc i de compromís personal perquè l'objecte o la joia que creïn sigui una reflexió sobre el món que els envolta i una materialització del seu propi univers mític. Puig reclama un ensenyament que respecti l'essència d'allò que és l'art, fer experiència, l'experiència de construir-se a un mateix lentament, amb diàleg directe de les mans amb els materials, amb la forma
Els objectius pedagògics que persegueix des del Departament de Joieria l'Escola Massana, apunten sobretot a la descoberta de la identitat artística i a l'experiència que hom es reconegui a través de la creació. A banda de la tasca pedagògica a l'Escola Massana, Puig Cuyàs ha participat com a ponent o professor convidat en moltes altres escoles. El 1988 va fer de conferenciant a l'Escola de Belles Arts Real, Treball en metalls i Departament de Joieria a Londres, al Regne Unit. Dos anys més tard va fer un seminari de Professor en Tallers de Fontblanche a Vitrolles, França. També va impartir un seminari de Professor a la Universitat d'Arts Industrials a Hèlsinki, Finlàndia. En aquest mateix any va fer el seminari "Unverganglichkeit", a l'escola de Disseny Industrial del Colònia, Alemanya. Va fer de professor "Jewellerymaker, is a Chaman?", Acadèmia Rietveld, Amsterdam. Més tard va anar a Dinamarca on va fer un seminari de professor "el Relicary" a l'escola de Copenhaguen i un segon seminari en el Designskolen Kolding a Kolding. L'any 2003 va fer el Seminari "A viagemcomo Metáfora do Desejo" ESAD, a l'Escola Superior d'Art i Disseny a Porto, Portugal. En aquest any va anar a Argentina on va fer un Taller de "Entre la inspiración y la Expiración" al Centre Cultural de España en Buenos Aires. Va estar convidat com a profesor a l'Acadèmia estoniana d'Arts a Tallin, Estònia. El 2007	va viatjar a South Carelia Politecnic a Lappeenranta de Finlàndia. El 2009	va ser conferenciant a l'Escola de Joies, Birmingham Institute of Art & Design a Birmingham City University al Regne Unit. En aquest any va ser convidat a " L'École Massana et Le bijoux Contemporaine a Barcelona" a l'escola de Joaillerie de Montréal a Montreal del Canadà. L'any 2010 a València va fer un taller titulat "Cartographias",a Escola d'Art I Superior de Disseny.

## Obra[12][13]
Una joieria que, com a conseqüència dels canvis socials i culturals, és sensible a les tendències que es fusionen, i a la interrelació que existeix en el marc actual de l'art contemporani, que es caracteritza per la capacitat d'allunyar-se dels tòpics, interrelacionant tècniques i materials, conceptes i llenguatges. Una tendència en la qual la línia pedagògica de la secció de joieria se sent identificada en aquest moment. I que aprofundeix en els valors arquetípics de la joieria. Com objecte màgic ritual i simbòlic que relaciona a l'ésser humà amb l'univers que l'envolta. I contraposa la idea de disseny amb metodologia ordenadora i funcional a la capacitat creativa amb tot el que té d'irracional expressiva, poètica i íntima.
Les seves obres és l'art de canviar el cos. La capacitat simbòlica que posseeix per transmetre missatges no pot ser reproduït per altres mitjans. El seu ús, diferent de necessitats biològiques com ara a aliments o la sexualitat, no pot també ser vist com una dimensió de protecció de la roba. Les joies envien, de vegades implícitament, els missatges que no expressem en qualsevol altra forma. La transformació dels estats corporals, que revelen aspectes de les relacions socials, de la pertinença o la diferència, sinó que també pot estar relacionat amb els rituals, la bruixeria, la religió, la delimitació de l'edat, l'estatus i distinció social, l'estètica o la seducció, revelant el significat i les especificitats de cada context social. Les joies encara tenen causants d'actuar, encara que de vegades sense pensar, d'una manera determinada.
La combinació d'elements figuratius amb una exquisida sensibilitat per les característiques físiques dels materials, dels colors i de les formes. Produeixen un tipus de fascinació que en alguns moments pot evocar els paisatges onírics de Max Ernst o les delicades composicions de Paul Klee.
Al llarg del temps les seves peces han canviat molt. No té aquesta estabilitat formal que per molts artistes consisteix la base del seu estil, de fàcil reconeixement. Últimament observo, no obstant això, que es va apropant a aquesta dimensió arquitectònica que fins ara no havia treballat. És cert, d'altra banda, que en les seves joies els aspectes narratius sempre han estat matisats per un interès fort en els valors estètics de la forma.